# Earthshock
A Earthshock a Doctor Who sorozat 121. része, amit 1982. március 8.–a és március 16.-a  között adtak négy epizódban. Ebben a részben jelenik meg utoljára Matthew Waterhouse, mint Adric, aki az epizód végén meghal (így a rész végén nem volt a szokásos stáblista, helyette egy kép volt a háttérben, ahol Adric csillagjelvénye volt, a stáblistában a szavak lentről felfelé mentek, és nem volt háttérzene).

## Történet
A Tardis egy barlangrendszerben érkezik meg, ahol hamarosan elfogja őket Scott hadnagy és a barlangban kutató expedíció több tagjának megölésével vádolja őket. Hamarosan kiderül, hogy az androidok a gyilkosok, és közöttük, pedig a Doktor régi ellenségei vannak.

## Epizódlista
| Epizódok sorszáma | Bemutató napja    | Hossza | Nézők száma (millió) |
| ----------------- | ----------------- | ------ | -------------------- |
| 1.                | 1982. március 8.  | 24:22  | 9,1                  |
| 2.                | 1982. március 9.  | 24:23  | 8,8                  |
| 3.                | 1982. március 15. | 24:24  | 9,8                  |
| 4.                | 1982. március 16. | 24:28  | 9,6                  |

## Könyvkiadás
A könyvváltozatát 1983. augusztus 18.-n (1992-n újra kiadták) adta ki a Target könyvkiadó. Írta Ian Marter (aki játszotta Harry Sullivan-t, a negyedik Doktor egyik útitársát).

## Otthoni kiadás
- VHS-n 1992-n adták ki.
- DVD-n 2003. augusztus 18.-n adták ki a sorozat 40. évfordulója részeként.
  - 2008. július 2.-n (bővítve) újra kiadták.

### Fordítás
- Ez a szócikk részben vagy egészben  az   Earthshock című angol Wikipédia-szócikk fordításán alapul.  Az eredeti cikk szerkesztőit annak laptörténete sorolja fel. Ez a jelzés csupán a megfogalmazás eredetét és a szerzői jogokat jelzi, nem szolgál a cikkben szereplő információk forrásmegjelöléseként.